# خانواده آدامز (فیلم ۱۹۹۱)
خانواده آدامز (انگلیسی: The Addams Family) فیلمی در ژانر کمدی و ترسناک به کارگردانی بری ساننفلد است که در سال ۱۹۹۱ منتشر شد.

## بازیگران
- آنجلیکا هیوستون
- رائول هولیا
- کریستوفر لوید
- کریستینا ریچی
- جودیت مالینا
- دن هدایا
- کارل استریکن
- پال بندیکت
- جیمی وورکمن
- الیزابت ویلسون
- مرسدس مک‌ناب